# Hardangerfjord
Hardangerfjord je peti najdaljši fjord na svetu in drugi najdaljši fjord na Norveškem. Je v okrožju Vestland v okraju Hardanger. Fjord se razteza 179 kilometrov od Atlantskega oceana v gorato notranjost Norveške vzdolž planote Hardangervidda. Najbolj notranja točka fjorda doseže mesto Odda.

## Lokacija
Hardangerfjord se začne v Atlantskem oceanu približno 80 kilometrov južno od mesta Bergen. Tu se fjord usmeri v severovzhodno smer med otokom Bømlo in celino. Gre mimo večjih otokov Stord, Tysnesøya in Varaldsøy na severozahodni strani ter polotoka Folgefonna na jugovzhodni strani. Ko ga obda celina, se začne razcepljati v manjše fjorde, ki segajo navznoter proti veliki gorski planoti Hardangervidda. Najdaljša veja Hardangerfjorda je Sørfjorden, ki seka južno približno 50 kilometrov od glavnega fjorda. Njegova največja globina je več kot 860 metrov tik pred vasjo Norheimsund sredi fjorda.
Tretji največji norveški ledenik je na polotoku Folgefonna ob Hardangerfjordu. Ledenik Folgefonna s svojimi tremi deli pokriva površino 220 km², leta 2005 pa je postal zaščiten kot narodni park Folgefonna.
Območje fjorda je razdeljeno med več občin v okrožju Vestland: Bømlo, Eidfjord, Etne, Kvam, Kvinnherad, Stord, Sveio, Tysnes, Ullensvang, Ulvik in Voss. Skupno število prebivalcev, ki živijo v vseh teh občinah ob fjordu, je le nekaj več kot 70.000 - na skupni površini 8471 kvadratnih kilometrov).

## Zgodovina
Približno 8000 pr. n. št. se je skandinavska kopenska masa začela dvigovati, ko se je začel topiti ogromen ledeniški led. Spodnji deli dolin so bili poplavljeni in tako je nastalo tisto, kar danes poznamo kot Hardangerfjord. Dolina prvotno ni nastala le z ledeniško erozijo, temveč tudi s talilno vodo pod visokim pritiskom, ki se je potiskala pod led.
Zgodovina fjorda sega daleč dlje od vikinške zgodovine, nazaj v čas lovcev na okoliških gorah in kasneje kmetovanja na tem rodovitnem območju, ki danes velja za »sadovnjak Norveške«. Kasneje je fjord postal središče velikega priliva turistov na Norveško, leta 1875 pa je Thomas Cook zaradi njegove spektakularne narave, ledenikov in velikih slapov začel tedensko križarjenje iz Londona do Hardangerfjorda. Kmalu za tem so številni veliki slapovi postali vir energije za velike industrije v fjordskih naseljih, kot je mesto Odda.

## Gospodarstvo
Hardangerfjord je nedavno opazil porast turizma. Za popotnike je bila zgrajena nova infrastruktura in lokacija je ponovno postala industrija za lokalne skupnosti ob fjordu.
Fjord ima dobre pogoje za gojenje rib. Ribogojnice letno proizvedejo več kot 40.000 ton lososa in šarenke, zaradi česar je Hardangerfjord ena od štirih glavnih regij za gojenje rib na svetu.
Vodo Hardangerfjorda prav tako ustekleničijo pri izviru, da nastane izdelek Isklar, ki se prodaja po vsem svetu.

## Geografija
Obstaja veliko fjordskih rokavov, ki se odcepijo od glavnega Hardangerfjorda. Obstajajo tudi nekateri deli glavnega fjorda, ki imajo posebna imena. Spodaj je seznam odsekov fjorda in rokavov, ki se odcepijo od njih. Od zahoda proti vzhodu:
Bømlafjorden (zahodni vhod v fjord)
- Børøyfjorden (veja proti severu)
- Stokksundet (veja proti severu)
- Bjøafjorden (veja proti jugu)

Husnesfjorden (okoli območja Husnes)
Onarheimsfjorden (okoli območja Onarheim)
- Lukksundet (veja proti severu)

Kvinnheradsfjorden (okoli območja Rosendal)
- Øynefjorden (veja proti severu)

Sildefjorden (okoli otoka Varaldsøy)
- Maurangsfjorden (veja proti vzhodu)

Hissfjorden (okoli območja Kysnesstranda)
- Strandebarmsbukta (zaliv na severu)

Ytre Samlafjorden (okoli območja Norheimsund)
- Fyksesundet (veja proti severu)

Indre Samlafjorden (okoli območja Ålvik)
Utnefjorden (okoli območja Utne)
- Granvin Fjord (veja proti severu)
- Sørfjorden (veja proti jugu)

Eid Fjord (okoli območja Eidfjord)
- Fjord Osa (veja se proti severu)
  - Ulvikafjorden (odcepi se od fjorda Osa proti severozahodu)
- Fjord Simadal (veja se proti severovzhodu)